# Prêmio Karl Ziegler
O Prêmio Karl Ziegler é um prêmio de ciências da Alemanha.
O prêmio é composto financeiramente por 50.000 Euros (situação em 2011) e uma medalha de ouro, destinada a um pesquisador alemão no ramo da química. Os destinados laureados devem trabalhar na área da química inorgânica e química orgânica, catálise e química dos polímeros.

## Premiados antes de 1998
- 1975 Georg Wittig
- 1978 Günther Wilke
- 1982 Jürgen Smidt e Walter Hafner
- 1987 Dieter Seebach
- 1989 Jean-Marie Lehn
- 1992 Malcolm L. H. Green

## Premiados pela Fundação Karl Ziegler
- 1998: Gerhard Ertl, Berlin
- 2000: Hans-Herbert Brintzinger, Konstanz
- 2003: Tobin Marks, Evanston, Ill./USA
- 2005: Manfred T. Reetz, Mülheim/Ruhr
- 2007: Martin Jansen, Stuttgart
- 2009: Paul Knochel, München
- 2011: Hans-Joachim Freund, Berlin
- 2013: Alois Fürstner, Mülheim/Ruhr[1]

## Ligações externa
- Karl-Ziegler-Stiftung bei der Gesellschaft Deutscher Chemiker (gdch.de)